# Banca del Portogallo

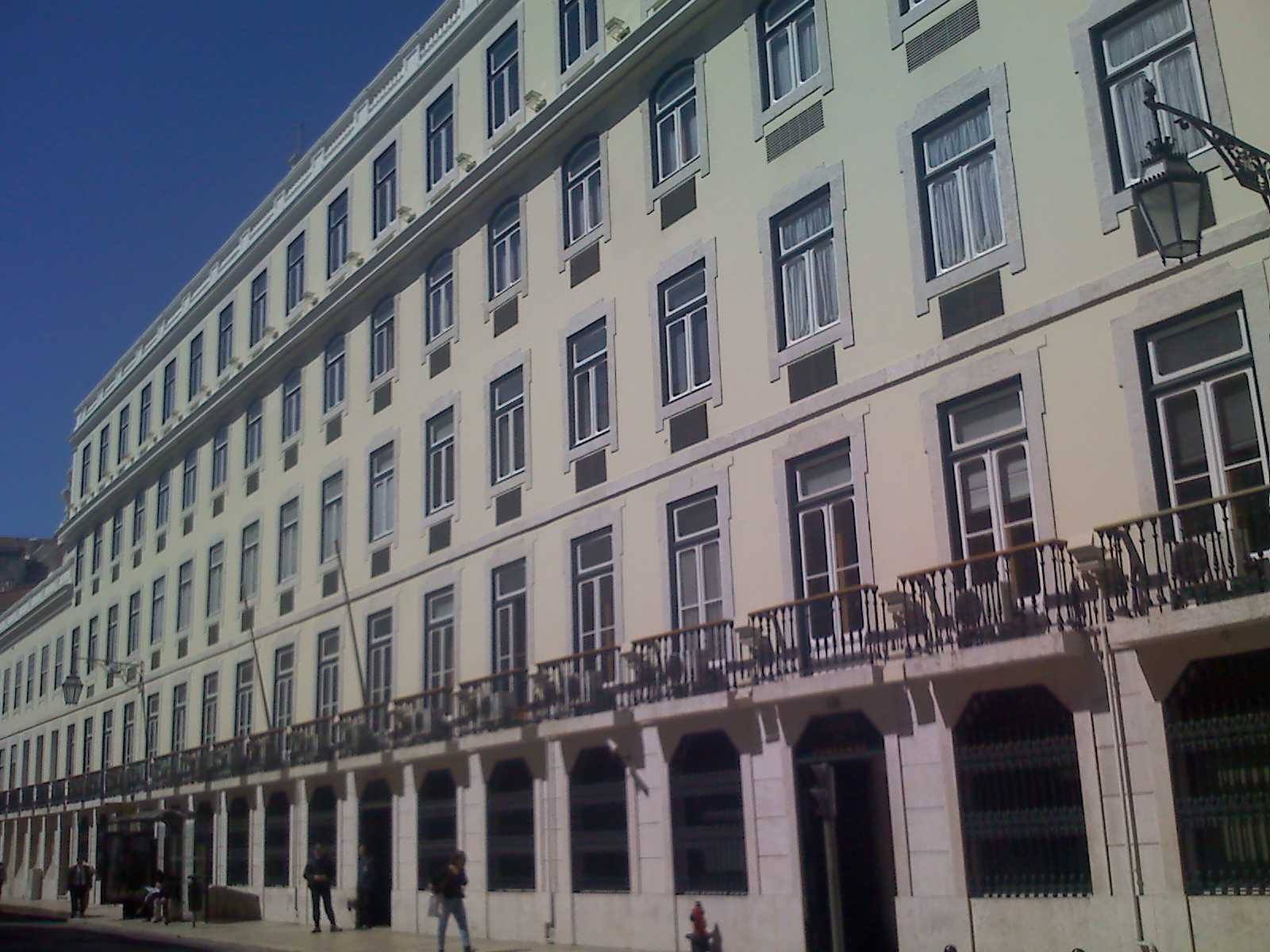
La sede della banca, in Igreja de São Julião, nella Baixa

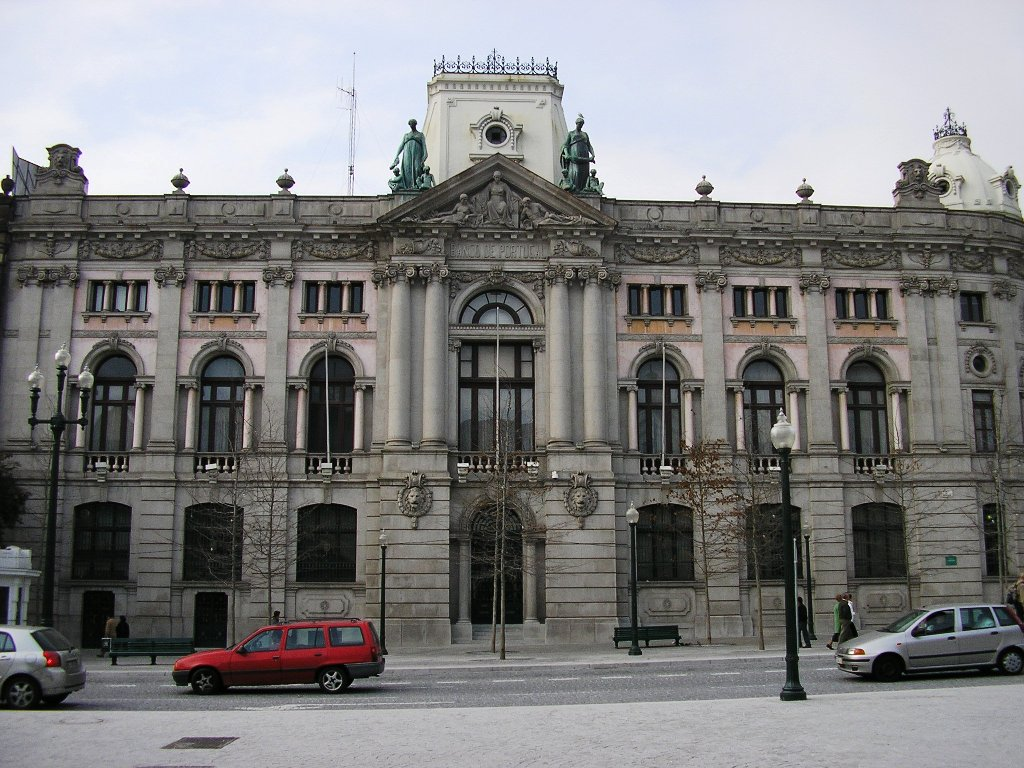
La filiale di Porto, in Praça da Liberdade

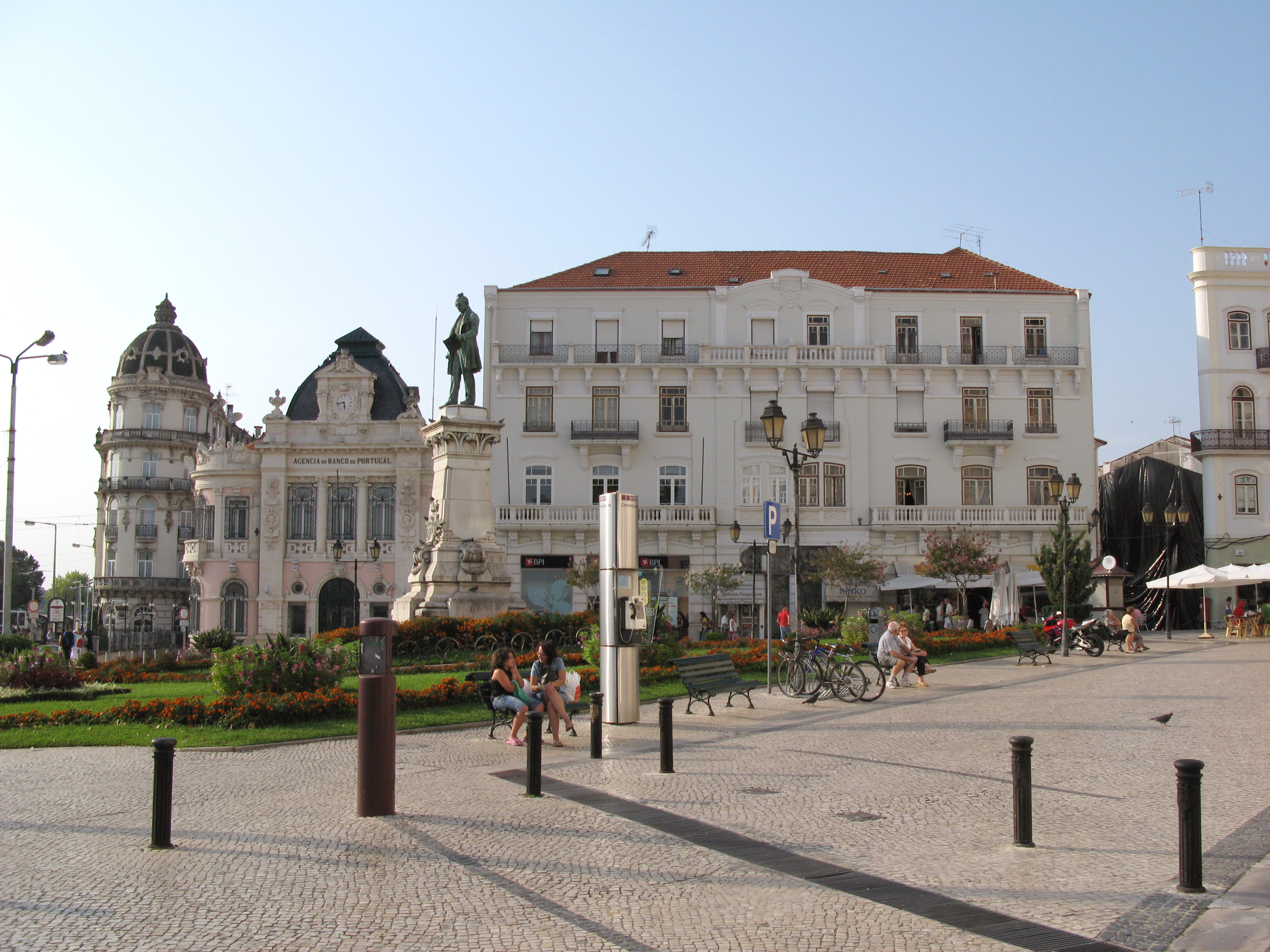
L'agenzia di Coimbra.

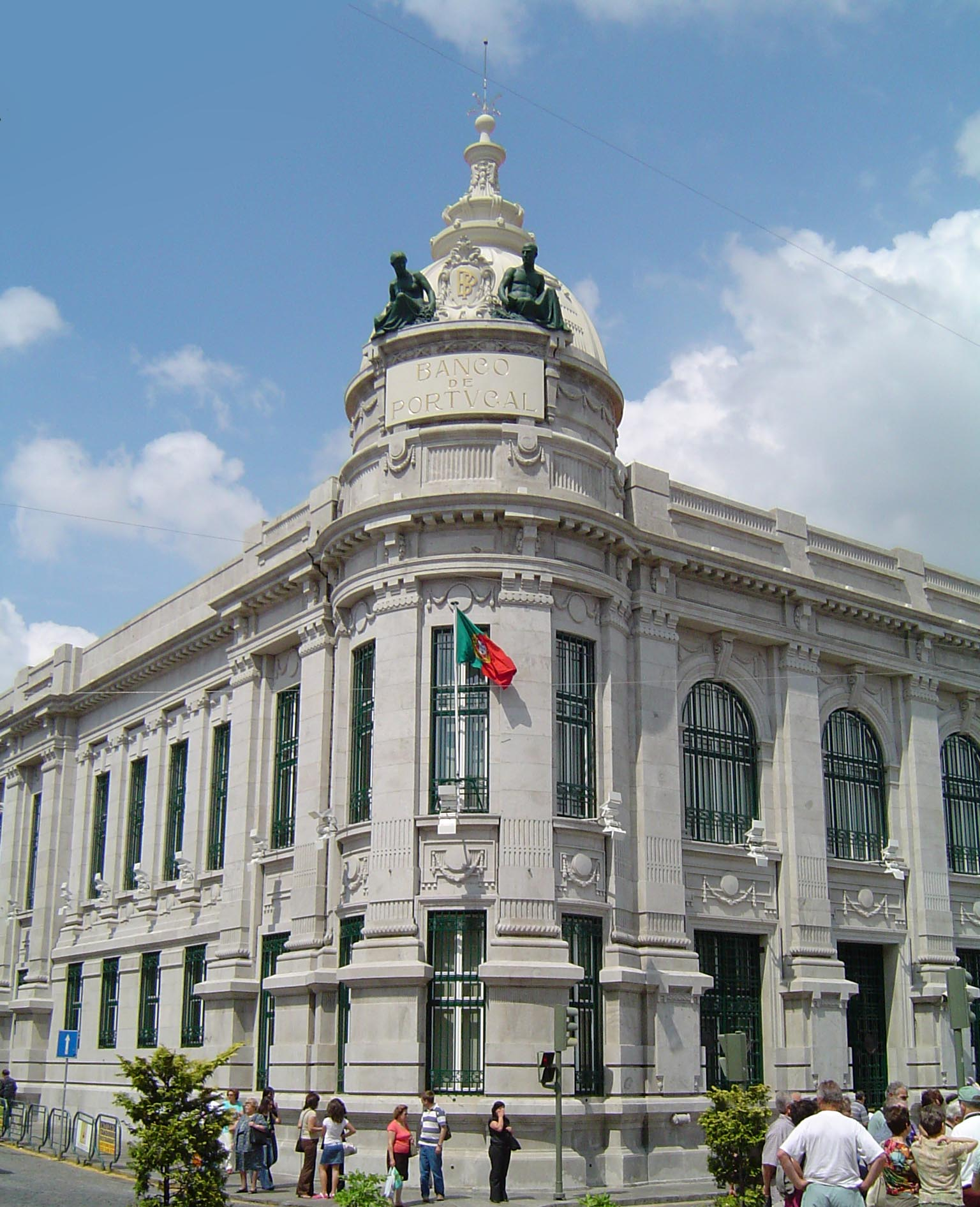
L'agenzia di Braga

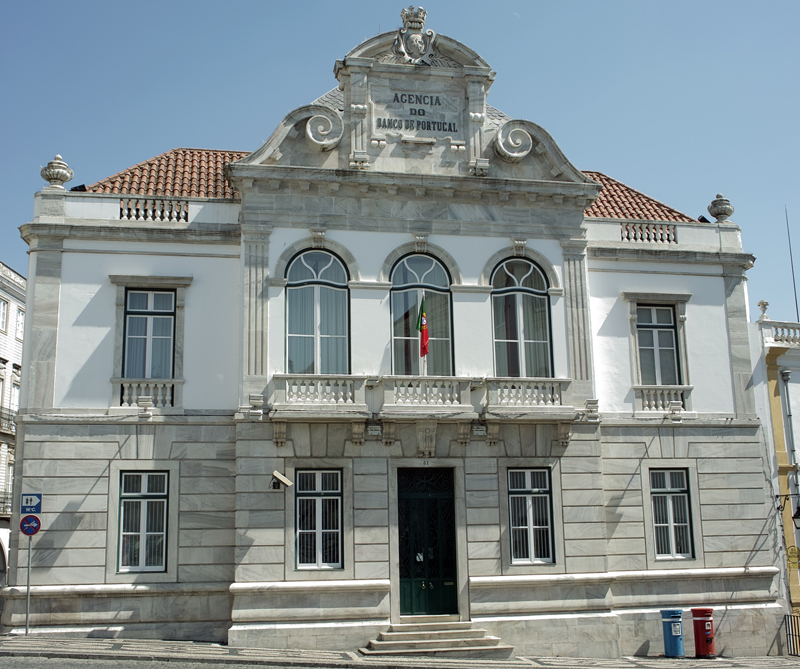
L'agenzia di Évora

Il Banco del Portogallo (in portoghese Banco de Portugal) è la banca centrale della Repubblica Portoghese.

## Storia
Nel 1822 venne fondato il Banco de Lisboa come banco d'emissione. Un'eccessiva emissione di banconote per finanziare il bilancio statale minò la fiducia degli investitori. Nel 1846 la Banca si trovò sull'orlo della bancarotta. Per salvarlo fu necessario fondere il Banco di Lisbona con la Companhia Confiança Nacional, altrettanto dissestata.
Il risultato della fusione prese il nome di Banco do Portugal, aveva sede a Lisbona ed era costituito in forma di società anonima a capitale in maggioranza privato, quotata in borsa. Il Banco aveva il monopolio dell'emissione di banconote per il Portogallo. Le banconote avevano corso legale. Questo provvedimento ebbe successo e la Banca poté riscattare una gran parte delle banconote emesse dall'istituto precedente.
Il Banco ha da allora emesso le banconote denominate nelle monte nazionali che si sono succedute in Portogallo: il real fino al 1911, l'escudo dal 1911 al 1998 e l'euro a partire dal 1999.
Negli anni Cinquanta dell'Ottocento il fabbisogno finanziario dello Stato crebbe ulteriormente. Per farvi fronte il Governo limitò il privilegio di emissione del Banco a Lisbona e concesse a una serie di altre banche il diritto di emissione. Le banche d'emissione così istituite furono il Banco Minho, il Banco de Braga e il 'Banco Ultramarin a Lisbona; il Banco Mercantile, il Banco Union, il Banco Alliance e il Banco Public Utility a Porto.
Nel 1887 il Banco de Portugal ricevette nuovamente il diritto esclusivo di emissione. Le banconote delle altre banche furono ritirate nei successivi quindici anni. fece eccezione il Banco Nacional Ultramarino che stampava le banconote per le colonie portoghesi.
Negli anni 1890/91 la Banca si trovò in difficoltà a causa di una crisi finanziaria. Per salvare la Banca il Governo introdusse per legge il corso forzoso per dare solidità alle banconote di spettanza. Il corso forzoso rimase in vigore anche dopo l'introduzione degli escudos come nuova moneta.
Nel 1924 il Banco fu coinvolto nel più grosso caso di truffa ai danni di una banca centrale della Storia: lo Scandalo della Banca del Portogallo. Di conseguenza il Banco e l'escudo finirono sotto forte pressione.
Nel 1974 il Banco fu nazionalizzato e dall'anno seguente ebbe anche compiti di vigilanza.
dal 1998 il banco del Portogallo fa parte del Sistema europeo delle banche centrali.

## Compiti
Il Banco svolge la vigilanza negli istituti di credito e le società finanziarie.
Il Banco emette le banconote in euro e mette incircolazione le monete metalliche, benché la BCE detenga il diritto esclusivo di autorizzare l'emissione.
Si occupa inoltre di regolamentare e promuovere il funzionamento efficiente dekl sistema dei pagamenti e agire come intermediario nelle relazioni monetarie internazionali dello Stato, così come consigliare il Governo in materia economica e finanziaria.
Spetta al Banco la raccolta e l'elaborazione delle statistiche monetarie, finanziarie e valutarie.

## Struttura

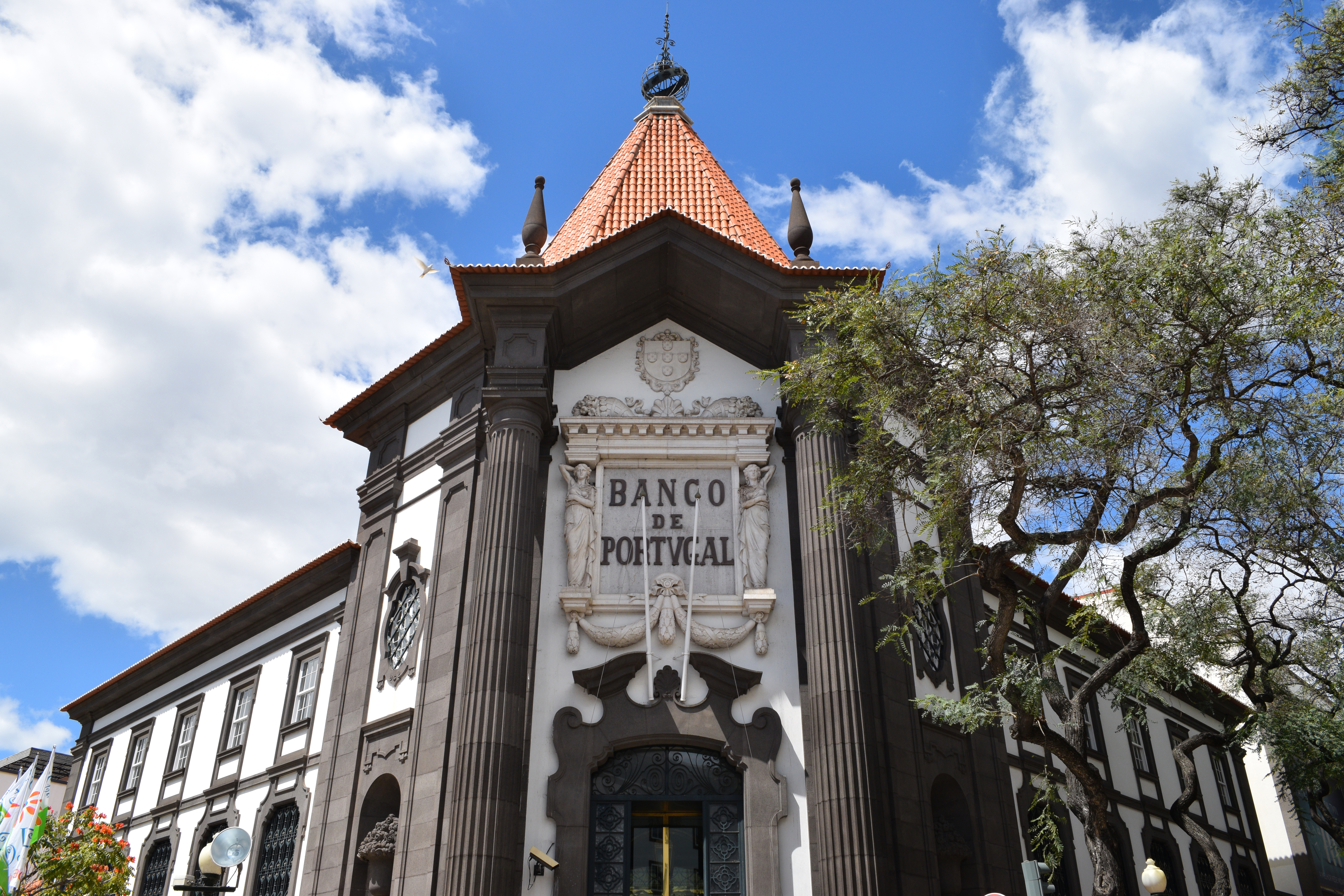
Agenzia di Madera

L'attuale governatore è Mário Centeno dal 20 luglio 2020.
Nel 1946 il Banco fu insignito della Gran Croce dell'Ordine del Cristo.

## Sedi
- Sede: Lisbona (Estremadura)
- Filiale: Porto (Douro Litorale)
- Delegazioni Regionali: Ponta Delgada (Azzorre) e Funchal (Madeira)
- Agenzie: Braga (Minho e Trás-os-Montes e Alto Douro), Viseu (Beira Alta), Coimbra (Beira Litorale), Castelo Branco (Beira Baixa), Évora (Alentejo) e Faro (Algarve)